# Vieraella
Vieraella is een geslacht van uitgestorven kikkers uit de familie staartkikkers (Ascaphidae) uit de Roca Blanca-formatie uit het Vroeg--Jura (Vroeg-Pliensbachien tot Toarcien) van Argentinië, en een van de oudste bekende echte kikkers. Dit geslacht is bekend door het enkel uitzonderlijk goed bewaard exemplaar P.V.L. 2188 met ten minste acht presacrale wervels, vrije ribben, een ellepijp en niet versmolten spaakbeen, en een benige schedel met enkele discoglosside kenmerken. De soort leefde ongeveer 188-213 miljoen jaar geleden. Het fossiel werd gevonden in het huidige Texas. Er is slechts één soort bekend: Vieraella herbsti.
De kikker was ongeveer drie centimeter lang en is de oudst bekende echte kikker. Nog oudere kikker-achtige dieren zoals Triadobatrachus hadden een groot aantal ruggenwervels en een kleine staart, kenmerken die bij de moderne kikkers ontbreken.